# Felipe Paular
Felipe F. Paular (Surigao, 1 mei 1902 - 6 maart 1974) was een Filipijns schrijver. 

## Biografie
Felipe Paular werd geboren op 1 mei 1902 in Surigao in de Filipijnse provincie Surigao del Norte. Zijn ouders waren Faustino Paular en Maria Fuentes. Na het voltooien van de Manila South High School in 1924, studeerde Paular aan de University of the Philippines. In 1930 behaalde hij een Bachelor of Philosophy-diploma. Vijf jaar voltooide Paular aan dezelfde onderwijsinstelling een Bachelor of Engineering-opleiding Pedagogiek. Op latere leeftijd studeerde hij nog rechten. In 1947 behaalde hij zijn bachelor-diploma rechten aan Manila Law College. Aansluitend slaagde hij tevens voor het toelatingsexamen van de Filipijnse balie.
Paular werkte van 1921 tot 1933 als kantoorklerk voor diverse Filipijnse overheidsinstellingem als het Bureau of Audit, Bureau of Post, Bureau of Commerce en het Bureau of Treasury. Nadien was hij docent van vakken als Engels, Spaans literatuur, geschiedenis en economie op diverse middelbare scholen en colleges in San Miguel, Naga, Nagcarlan, San Juan, Iligan, Oroquieta, Ozamis en Cagayan de Oro. In 1954 startte hij zijn middelbare school in Esperanza.
Paular schreef essays, columns en artikelen voor diverse kranten en tijdschriften als de Commonwealth Advocate, The Academician, The Graphic, The Tribune en The Philippine Free Press. In zijn boek Now it can be told (1934) onthulde hij omkoping en corruptie binnen de Filipijnse overheid. Zijn moed om zijn ervaring te publiceren leverde hem lof op van Gouverneur-generaal Frank Murphy. Andere boeken van zijn hand zijn: When Justice Reigns (1925), Heroes - Yesterday's and Todays (1932), Takes a Crack at the So-called Patriots (1932), All Hail the Boot-leggers (1932), Professors on Parade (1932), Why Filipinos fail in Business (1938) en The Uneducated Educated (1949).
Paular overleed in 1974 op 71-jarige leeftijd.